# Palazzo in corso di Porta Ticinese 22
Il palazzo in corso di Porta Ticinese 22, chiamato anche palazzina settecentesca, è un  palazzo settecentesco di Milano. Storicamente appartenuto al sestiere di Porta Ticinese, si trova in corso di Porta Ticinese n. 22.

## Storia e descrizione
Il palazzo risale all'epoca barocca della città: la zona era allora prevalentemente popolare, e quindi composta da modeste casupole. Rimaneggiata e restaurata nel corso degli anni, presenta un aspetto signorile.
La facciata, come già detto di origine popolare, fu poi decorata con dei balconcini in ferro battuto dalle trame molto complesse; ma soprattutto da un portale decorato culminante in una conchiglia in stucco, motivo poi ripreso in altre case della zona.
Entrando dal portale si trova un cortile interno tipico delle abitazioni milanesi, con pavimentazione in rizzata lombarda, e porticato con archi ribassati, con una loggia al primo piano per l'appartamento principale.